# Hans Egede Glahn
Hans Egede Glahn, född 8 september 1814 och död 19 februari 1898, var kyrkoherde i Storhedinge. 
Han översatte Johan Schefflers tyska psalm Ich will dich liebe till danska Dig vil jeg elske, du min styrke, som bland annat finns publicerad i danska Psalmebog for Kirke og Hjem.